# Theodosianische Dynastie
Als theodosianische Dynastie wird die von Kaiser Theodosius I. begründete Dynastie von römischen Kaisern bezeichnet. Es handelt sich dabei um die langlebigste Dynastie des spätrömischen Reiches. Durch Theodosius’ Ehe mit Galla, einer Tochter Valentinians I., war die Familie mit der Valentinianischen Dynastie verwandt, die sie beerbte: Der letzte Kaiser der Dynastie, Valentinian III., war daher nicht nur der Enkel von Theodosius I., sondern auch der Urenkel von Valentinian I. (364 bis 375). Man kann daher auch davon sprechen, dass die valentinianisch-theodosianische Dynastie das Imperium Romanum von 364 bis 455/457 beherrschte.
Die theodosianische Dynastie regierte von 379, dem Regierungsantritt des Theodosius I., an zunächst den Osten des Römischen Reiches. 394 wurde Theodosius I. faktisch Alleinherrscher (mit seinen beiden jungen Söhnen als Mitkaisern). Nach der Reichsteilung von 395 herrschte sie bis 450 (Tod des Theodosius II.) im Osten bzw. 455 (Tod Valentinians III.) im Westen des Reiches. Man kann auch noch Markian (450 bis 457) im Osten und Petronius Maximus (455) hinzuzählen; beide Kaiser hatten in die Dynastie eingeheiratet.
Auch nach 455 blieb die Familie lange Zeit bedeutend. Placidia, eine Tochter Valentinians III., war später mit dem weströmischen Kaiser Olybrius verheiratet. Sein Vorgänger, Kaiser Anthemius, war durch seine Ehe mit Euphemia ein Schwiegersohn Markians; Anthemius’ Sohn Flavius Marcianus versuchte zudem ab 479 wiederholt, nach der Macht im Oströmischen Reich zu greifen, scheiterte aber. Auch Anicia Iuliana, die Tochter der Placidia, spielte bis zu ihrem Tod um das Jahr 530 eine wichtige Rolle. Das Herrscherhaus der Vandalen war ebenfalls mit der Familie verwandt, da König Hunerich Eudocia, die Tochter Valentinians III., geheiratet hatte; aus dieser Verbindung ging König Hilderich hervor, der das vandalische Reich in Nordafrika von 523 bis 530 regierte und ein Ururenkel von Theodosius I. war. Noch als die Truppen des Kaisers Justinian 533 das Vandalenreich eroberten, wurden die Nachfahren des Theodosius mit ausgesuchter Ehrerbietung behandelt.

## Römische Kaiser aus der Theodosianischen Dynastie

Theodosianische Dynastie

- Theodosius I., der Große (379–395)

Kaiser der theodosianischen Dynastie im Westen:
- Honorius (395–423)
- Valentinian III. (425–455)
- Petronius Maximus (455)

Kaiser der theodosianischen Dynastie im Osten:
- Arcadius (395–408)
- Theodosius II. (408–450)
- Markian (450–457)